# Ejgil Clemmensen
Ejgil Becker Clemmensen (Frederiksberg, Copenhaguen, Hovedstaden, 21 de juny de 1890 – Copenhaguen, 24 d'octubre de 1932) va ser un remer danès que va competir a començaments del segle xx.
El 1912 va prendre part en els Jocs Olímpics d'Estocolm, on guanyà la medalla de bronze en la competició del quatre amb timoner del programa de rem, formant equip amb Erik Bisgaard, Rasmus Frandsen, Mikael Simonsen i Poul Thymann, i del qual n'era el timoner.